# José González Rancaño
José González Rancaño (n. Ribadavia, (Orense) Galicia, España, c. 1696 - m. Chiquimula de la Sierra, Guatemala, 2 de junio de 1776) fue un militar español, gobernador de Nicaragua y de Costa Rica.
Fue hijo de José González Rivera y Josefa Llance Rancaño (ya fallecidos en 1719). Casó con Andrea de Bendaña y Moscoso, nicaragüense.
Viajó a América en 1719, al servicio del coronel don Antonio de Peralta y Córdoba, nombrado corregidor de Veracruz. Sus documentos de viaje lo describen como "mediano de cuerpo, color moreno, picado de viruelas, ojos pardos, pelinegro y crespo, barbilampiño".
Sirvió en el ejército y alcanzó el grado de coronel de infantería. Fue corregidor de Chiquimula y Zacapa y Casablatrán en 1732 y gobernador de Nicaragua de 1751 a 1756.
El 24 de octubre de 1757 fue nombrado por la Audiencia de Guatemala como gobernador interino de Costa Rica, cargo que asumió a fines de ese año. Su gobierno se caracterizó por la preponderancia del escribano José Prudenciano de Peralta, del que fue dócil instrumento. Concluyó su administración el 18 de septiembre de 1758 , fecha en que entregó el mando al capitán don Manuel Soler, nombrado gobernador titular por el rey don Fernando VI desde el 23 de enero de 1757. 
Un documento de la época consigna que González Rancaño tuvo que huir de la ciudad de Cartago disfrazado de mujer, aunque no indica las razones. 
- Datos: Q5940126